# Шадурскис, Петерис
Петерис Шадурскис (латыш. Pēteris Šadurskis; 14 мая 1893, Макашенская волость, Режицкий уезд, Витебская губерния, Российская империя — 30 января 1965, Рига, Латвийская ССР) — латвийский политический и общественный деятель, юрист.

## Биография
Из крестьян. Учился в Санкт-Петербургской гимназии. Поступил в Петербургский университет, окончить который помешала Первая мировая война. Офицером участвовал в Первой мировой войне. Затем добровольцем вступил в латвийскую армию. Воевал за независимость Латвии.
Позже окончил юридический факультет Латвийского университета. Основатель Латгальской студенческой ассоциации, первый председатель Латгальского студенческого общества (с 1921).
Работал в нескольких адвокатских компаниях, сотрудничал с редакциями газет в Латгалии. Был членом совета Лудзенского уезда Латвийской Республики.
В 1924 году стал членом правления и директором Ипотечного банка Латвии.
Один из лидеров Прогрессивного народного союза. Заместитель председателя Союза латгальских сельскохозяйственных обществ, член правления «Латгальского народного союза».
После ввода советских войск в Латвию в 1940 году был избран депутатом Народного Сейма Латвии от «Трудового народного блока».
В 1941 году был репрессирован и депортирован с семьёй в РСФСР. После освобождения вернулся на родину и умер в Риге 30 января 1965 года. Похоронен на Саркандаугавском горном кладбище.

## Награды
- Орден Трёх звёзд 3 степени (1934)